# Пальчики
Па́льчики — село в Україні, у Батуринській територіальній громаді Ніжинського району Чернігівської області. 
Тут жив і був похований видатний бджоляр Петро Прокопович.

## Походження назви
Походження назви Пальчики достеменно не відоме. 
Етимогогічно корінь Пал цього слова може походити від паля та палець.
- па́ля — «загострений стовп, кілок»; па́ль — «паля як межовий знак»

- па́ль — «тес»

- па́ль — «загострений кінець інструмента дереворубів».

## Природа
Село розкинулося в низовинній болотистій місцевості, де колись протікала річка Доч з притокою Розсіч (Росоч). Навколо села розташовані хвойний та листяні ліси. 
На північ від села розташований лісовий заказник «Дубина».

## Історія

### Козацькі часи
У середині 17 століття Пальчики увійшли до складу Батуринської сотні. За матеріалами Слідства про маєтності Ніжинського полку (1729-1730), у часи Дем'яна Многогрішного, Івана Самойловича, Івана Мазепи та Івана Скоропадського селяни і угіддя навколо Пальчиків належали Новомлинському жіночому монастирю. Частину населення складали козаки.
За народними переказами на біля села був хутір мазепинського полковника Дмитра Чечеля (назва урочища Чечелівщина збереглася до цього часу), який відповідав за оборону Батурина при його штурмі та руйнуванні російським військом.
Поблизу села є три могильні кургани, які, за переказами, відносяться до 1709 року, при розкопках яких в 80-х роках XX століття виявлено зброю, побутові речі та більше ста людських черепів.[джерело?]
За даними Генерального опису у 1760-х роках у селі Пальчики була дерев'яна Троїцька церква (священник Ігнатій Дідевич), 75 козацьких дворів. Селяни належали Новомлинському жіночому монастирю та іншим дрібним власникам.

### ХІХ століття

Пам'ятник, встановлений у 2008 р. на могилі Петра Прокоповича біля с. Пальчики, але викрадений мисливцями за кольоровими металами.

В селі в першій половині XIX століття жив і працював видатний пасічник, основоположник науки про бджільництво — Прокопович Петро Іванович. Бджільницьке господарство Прокоповича сягало величезних розмірів — близько 12000 бджолосімей. Сам господар назвав його «бджолиним заводом». Функціонувала школа бджільництва.
Після смерті сина Прокоповича Степана Великдана царська влада ліквідувала бджільницьку школу. Майно Прокоповича з рештками пасіки, з бібліотекою і дорогоцінним архівом було продане на аукціоні. Архів Прокоповича та деякі речі з його пасіки зберігаються в Конотопському краєзнавчому музеї. 

### ХХ століття
У 1929 році в селі була створена артіль під назвою «Шлях нового життя». На початку 1930 року було створено ще дві артілі: імені Ворошилова та «II-га п'ятирічка» та один ТСОЗ «Шлях до комунізму». В кінці 1930 року всі артілі об'єдналися і утворився колгосп імені Леніна. В 1932 році до колгоспу імені Леніна приєднався ТСОЗ «Шлях до комунізму». 
Коли в 1941 році розпочалася німецько-радянська війна, все доросле населення було мобілізоване на спорудження протитанкових укріплень. Село Пальчики було окуповане нацистами з 7 вересня 1941 року по 7 вересня 1943 року. 
Загарбниками було розстріляно і спалено 18 жителів, у тому числі 5 жінок. 
За період з 1946 по 1962 роки в селі було побудовано радіовузол, лазню, школу та 12 тваринницьких приміщень. В 1951 році було введено в експлуатацію першу в Батуринському районі електростанцію потужністю 50 кіловат. В селі було побудовано восьмирічну школу, в якій в 1963 році навчалося 226 учнів, працювало 15 вчителів.
Також було побудовано фельшерсько-акушерський пункт, пологовий будинок. Силами колгоспників збудовано клуб на 500 місць. При клубі працювали співочий, драматичний та духовий гуртки. 
У кінці 80-х років XX століття була утворена Пальчиківська сільська рада з центром у селі Пальчики. До цього село підпорядковувалося Городищенській сільській раді.

### ХХІ століття
12 червня 2020 року, відповідно до розпорядження Кабінету Міністрів України № 730-р «Про визначення адміністративних центрів та затвердження територій територіальних громад Чернігівської області», увійшло до складу Батуринської міської громади.
19 липня 2020 року, в результаті адміністративно-територіальної реформи та ліквідації Бахмацького району, село увійшло до складу Ніжинського району Чернігівської області.

## Населення

### Чисельність
Кількість населення в різні часи була різною. Так у 1898 році — 1460 жителів, у 1905 році — 1586 жителів, у 1913 році — 1211 жителів. За відомостями 1917 року в селі Пальчики налічувалося 275 дворів з населенням 1490 жителів. За переписом населення 1939 року в селі налічувалося 1307 жителів, у 1959 році — 1408 жителів, на 1 січня 1963 року — 1438 жителів. Населення станом на 2001 рік становило 530 жителів.

### Мова
Розподіл населення за рідною мовою за даними перепису 2001 року:
| Мова       | Кількість | Відсоток |
| ---------- | --------- | -------- |
| українська | 538       | 99.08%   |
| російська  | 5         | 0.92%    |
| Усього     | 543       | 100%     |

## Топоніміка

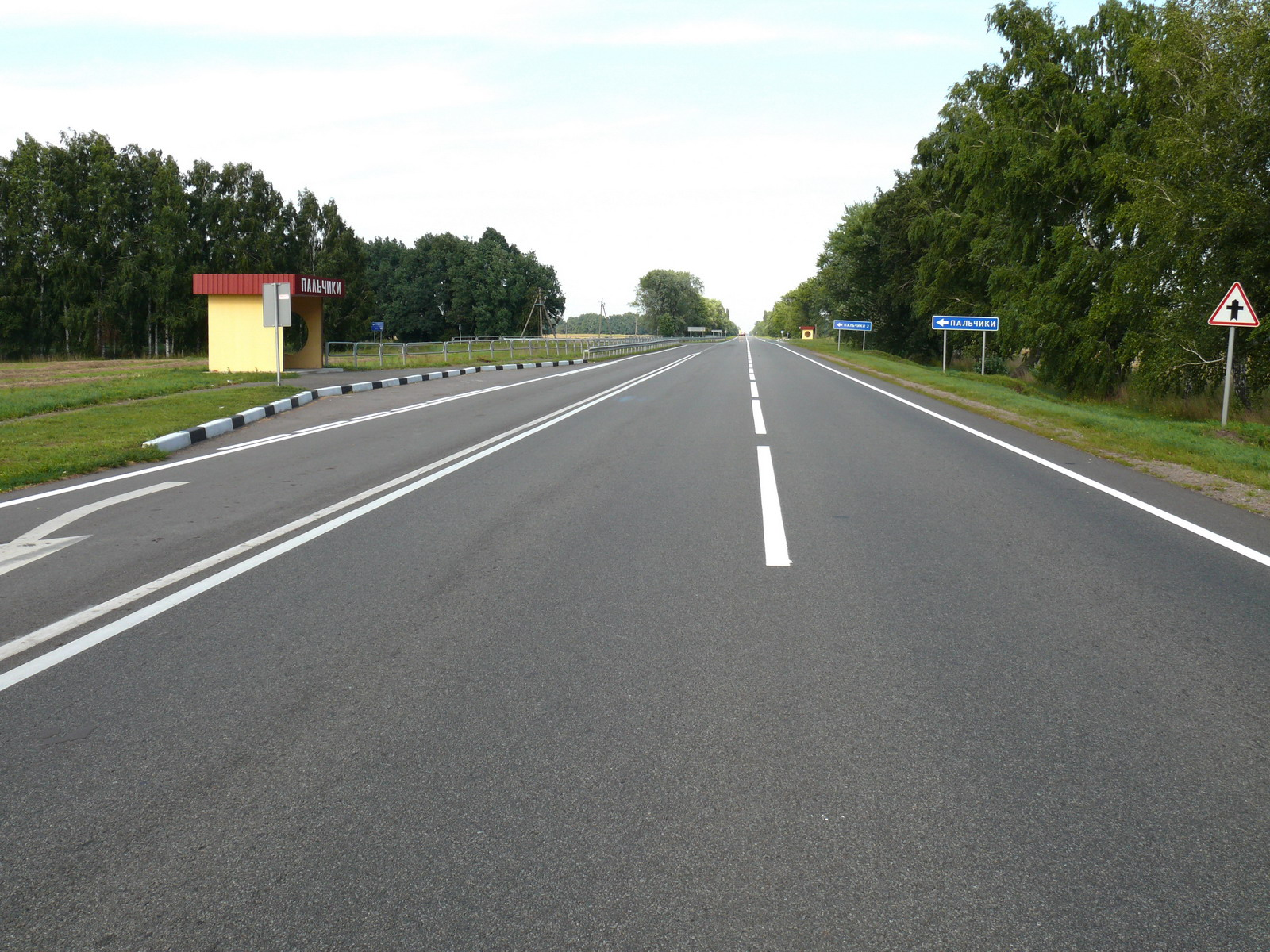
Автошлях Кіпті — Глухів — Бачівськ

Кутки с. Пальчики: Висока, Залозівка, Кардашівка, Кулешівка, Майдан.
Урочища: Жидівщина, Коротя.
Ліси: Чечелівщина, Весесівщина, Переліски, Кулацькі сосни.
Випаси: Озера, Пархунів сад.

## Транспорт
Біля села проходить автошлях Кіпті — Глухів — Бачівськ (державний кордон із Росією) (Автошлях М 02).

## Вітряк
У 1929 році в селі було збудовано вітряний млин. Артіль ім. Леніна, яку очолював Симон Матюх, вирішила збудувати вітряний млин, схожий на голландський, тому його стали називати «голландкою». 
У 1954 році вітряк відремонтували, про що свідчить напис на ньому.

## Видатні люди
Уродженцями села є:
- Матюх Наталія Дмитрівна (1953) — українська поетеса і майстриня вишивки. Член НСПУ з 1982;
- Пухкал Олександр Григорович (1948) — народний депутат України 3-го скликання, доктор наук, професор, академік АЕН України.